# Tipificação
Tipificação é o ato de caracterizar algo classificando-o em tipos.

## No Direito Penal
No direito penal especificamente, o tipo é o padrão de conduta que o Estado, por meio da lei, visa a impedir que seja praticado, ou, ao contrário, determina que seja levado a efeito pelos cidadãos. O tipo é predominantemente descritivo, porque elementos com essa característica são os mais importantes para traçar uma conduta considerada proibida. Dentre esses elementos, o verbo tem especial significação, pois é precisamente a palavra que, gramaticalmente, serve para conotar uma ação.

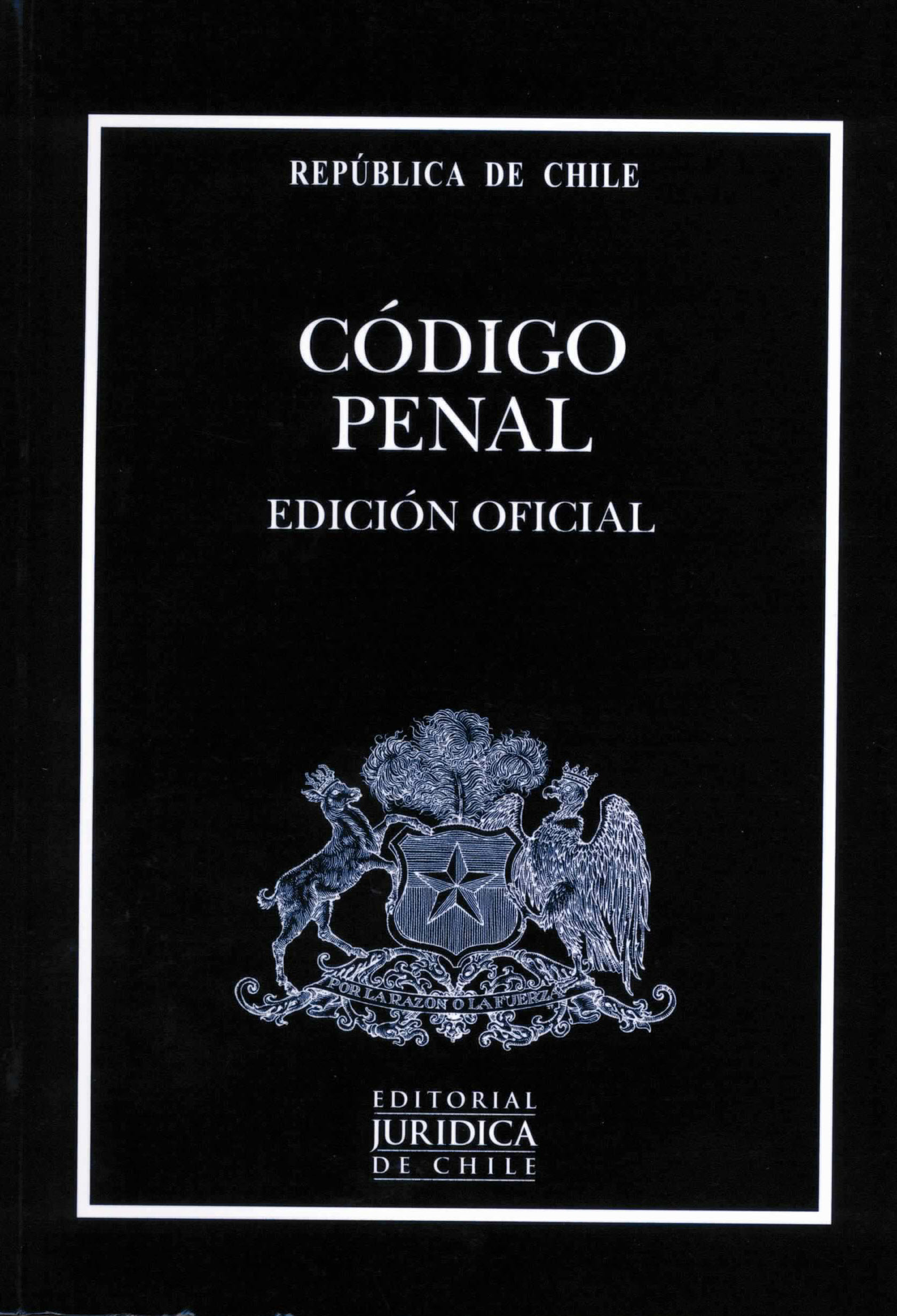
Código Penal Chilenoː um código penal é composto por tipos penais

## No Jornalismo
Para o Jornalismo é o modo de classificação em que são tidas em conta certas características básicas para a solução das tarefas práticas que se apresentam aos jornalistas. Refere-se, a propósito, a esquemas interpretativos que são organizados de acordo com as experiências do nosso passado que se apresentam em configurações de sentido do tipo “o que já se sabe”. Estas idealizações fornecem quadros típicos que estruturam uma familiaridade típica geral.
Para a socióloga, escritora e professora norte-americana Gaye Tuchman para ser um jornalista profissional significa ser capaz de utilizar tipificações para invocar técnicas de reportagem adequadas. E estas tipificações nas matérias podem se dividir  em:
- Duras - factuais perecíveis;
- Leves - não perdem atualidade. Ex: exposição de quadros;
- Súbitas  - sem previsão. Ex: incêndio, terremoto, vulcão em erupção, etc;
- Em desenvolvimento -  fatos que vão acontecendo. Ex: sequestro ou o caso dos Nardonis;
- Em sequência - fatos pré-programados. Ex: votação das reformas.

Para Tuchman, notícias são “estórias”, ou seja, registram as formas literárias e as narrativas escolhidas pelos jornalistas para organizar o acontecimento. Dessa forma, a tipificação para ela seria  o reconhecimento de uma situação graças à rotina interiorizada na vida quotidiana e à prescrição de uma receita.

## Na Psicologia
A capacidade de tipificar uma pessoa é gerada a partir do distanciamento do meio social (família, trabalho, escola, etc.)que por vez, quanto mais distante, mais tipificado o sujeito é. Com isso, torna-se típica uma conduta, ou seja, o ato de caracterizar ações praticadas em um único delito com sua própria definição. A tipificação é formada pelo senso comum ou também pela cristalização de conceitos. Estas são construídas, porém também são abertas a desconstrução.
Ademais, pode-se definir por tipificação um conceito pré-formado de um grupo de pessoas que nos permitem saber relacionar com esse grupo mesmo o não conhecendo, podendo, além disso, gerar certo preconceito.